# كارل ماراموروسش
كارل ماراموروسش (بالإنجليزية: Karl Maramorosch)‏ (و. 1915 – 2016 م) هو عالم حشرات من الولايات المتحدة الأمريكية .

## التعليم
تعلم في جامعة كولومبيا

## جوائز
حصل على جوائز منها:
- Wolf Prize in Agriculture (1980).